# Clematis acapulcensis
Clematis acapulcensis är en ranunkelväxtart som beskrevs av William Jackson Hooker och Arn.. Clematis acapulcensis ingår i släktet klematisar, och familjen ranunkelväxter. Inga underarter finns listade i Catalogue of Life.